# Botón (arquitectura)

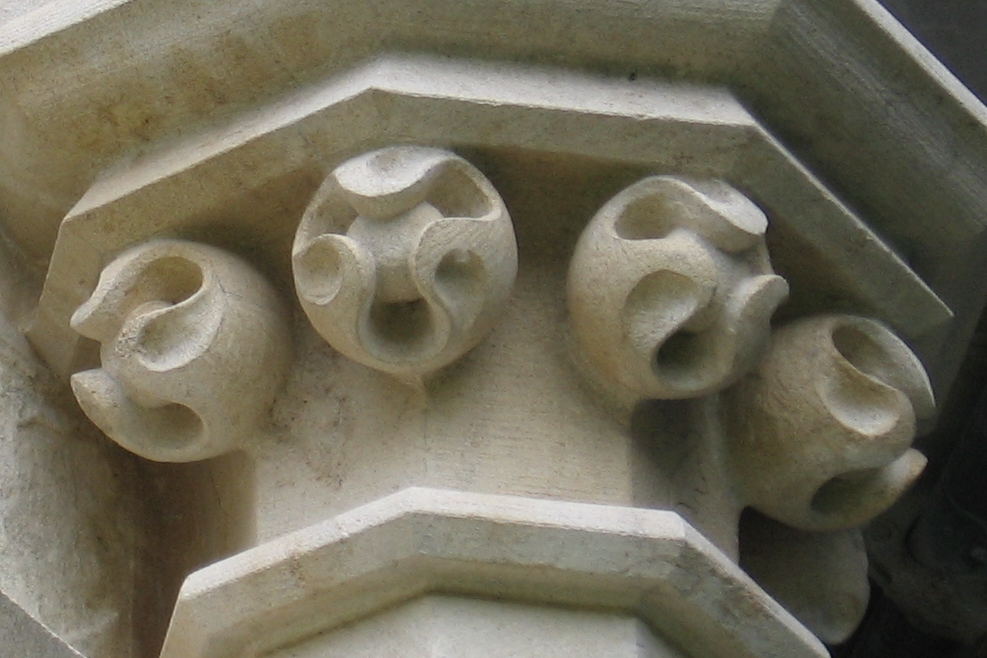
Un ejemplo de la ornamentación «botón» o «ball flower» en la Catedral de Gloucester.

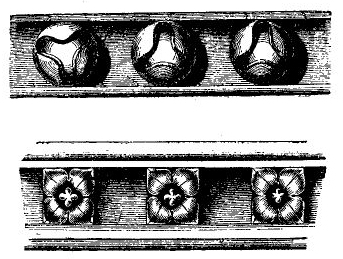
Formas de ornamentación «botón» en la Abadía de Tewkesbury

El botón (ball-flower, en inglés) es un ornamento arquitectónico con forma parecida a una pelota en forma de flor, que se usó durante la última parte del siglo  XIII, y se puso de moda a principios del siglo  XIV. Se puede ver generalmente colocado en fila en el hueco de una moldura. El ejemplar más temprano del que se tenga noticia se encuentra en la parte oeste de la catedral de Salisbury. El recurso fue muy utilizado en el lado sur de la catedral Gloucester.